# Wake Up World
Wake Up World è l'album di debutto del cantante pop finlandese Isac Elliot. È stato prodotto da Joonas Angeria e pubblicato il 24 maggio 2013. Nella prima settimana di pubblicazione, l'album ha raggiunto la prima posizione della classifica degli album più venduti in Finlandia.
Due singoli con relativi video musicali sono stati pubblicati. Il primo, New Way Home, è stato pubblicato il 14 febbraio 2013 e ha raggiunto la prima posizione della classifica dei singoli più venduti in Finlandia. Il secondo singolo, First Kiss, è stato pubblicato il 31 maggio 2013. Ulteriori due singoli sono stati estratti dalla edizione speciale chiamata "The Ellioteer Edition": il primo, Dream Big,  è stato pubblicato il 25 ottobre 2013 mentre il secondo, My Favorite Girl, in collaborazione con Redrama, è stato pubblicato nel novembre 2013.
L'album ha ottenuto la premiazione del disco d'oro in Finlandia per aver venduto oltre 20.000 dischi.

## Tracce
1. New Way Home – 3:37 (Joonas Angeria, Alexander Austheim, Ilan Kidron, Axel Ehnström)
2. First Kiss – 3:10 (Joonas Angeria, Jennifer Armstrong, Tracy Lipp, Tero Potila, Johanna Salomaa)
3. Let's Lie – 3:30 (Joonas Angeria, Axel Ehnström)
4. Are You Gonna Be My Girl – 3:24 (Joonas Angeria, Katrina Noorbergen, Jennifer Armstrong)
5. No 1 (feat. Johnel) – 3:11 (John Lundvik, George Nakas)
6. Party Alarm – 2:58 (Joonas Angeria, Axel Ehnström, Jonas Dueholm)
7. Sweet Talk – 3:05 (Katrina Noorbergen, Andreas Mörck, Syne Lynge Rasmussen, Jennifer Armstrong)
8. Can't Give Up on Love – 3:19 (Risto Asikainen, Pasi Siitonen, Martin Mulholland)
9. Paper Plane – 3:39 (Joonas Angeria, Patric Sarin, Milos Rosas)
10. A.N.G.E.L. – 3:17 (Jeffery David Sierota, Philip James Bentley, Jesiah Dzwonek, Drew Seeley)

CD 2 "The Ellioteer Edition"
1. Dream Big – 3:51 (Joonas Angeria, Ole Hegle, Torgeir Kristiansen)
2. My Favorite Girl (feat. Redrama) – 3:31 (Isac Elliot, Redrama)
3. Let's Lie (Akustinen studio live) – 3:22 (Joonas Angeria, Axel Ehnström)
4. New Way Home (Akustinen studio live) – 3:48 (Joonas Angeria, Alexander Austheim, Ilan Kidron, Axel Ehnström)
5. Are You Gonna Be My Girl (Akustinen studio live) – 3:33 (Joonas Angeria, Katrina Noorbergen, Jennifer Armstrong)

## Classifica
| Classifica | Massima posizione |
| ---------- | ----------------- |
| Finlandia  | 1                 |
| Norvegia   | 4                 |